# 少年刑務所

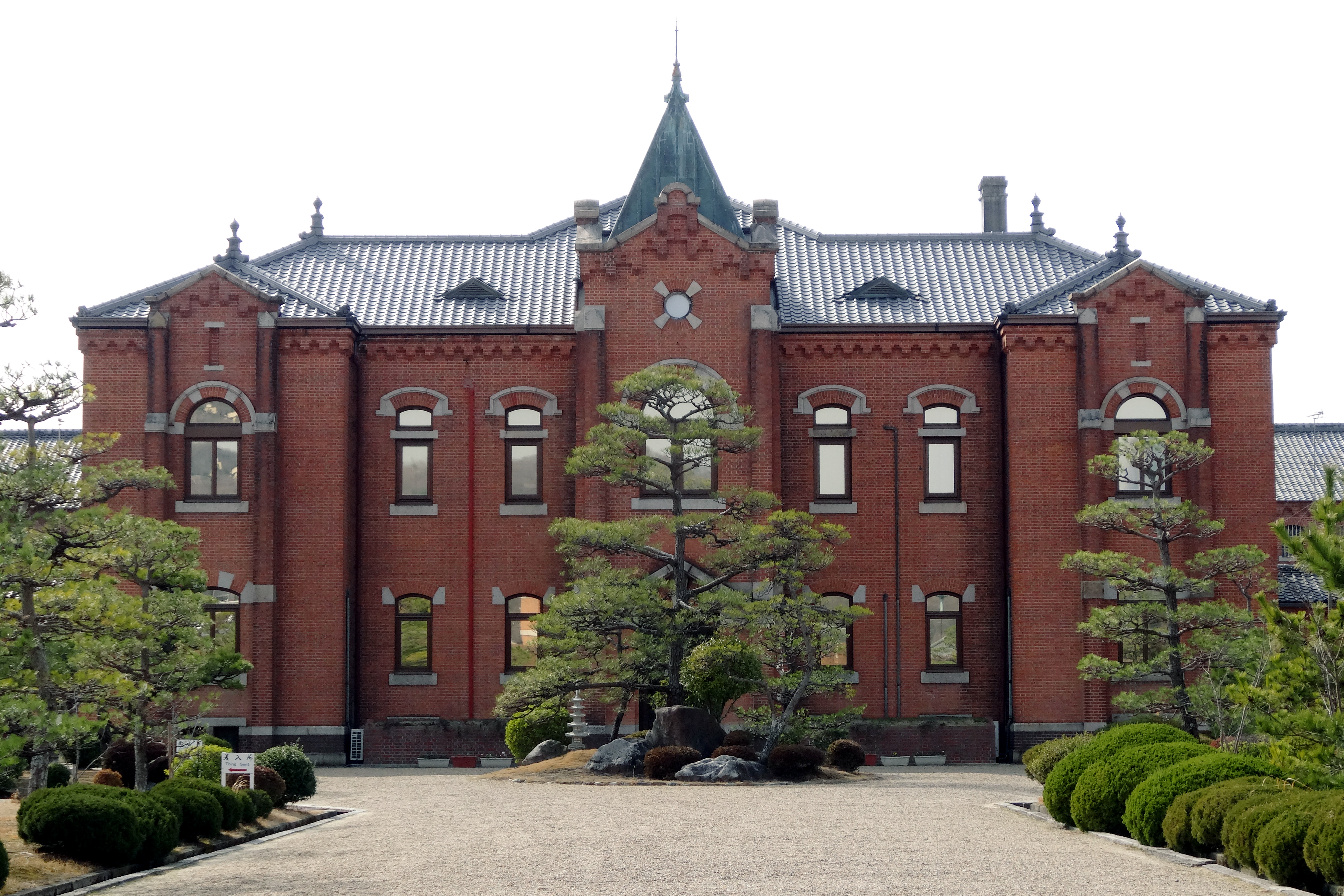
奈良少年刑務所（奈良県奈良市、閉庁）

少年刑務所（しょうねんけいむしょ）は、刑務所、拘置所とともに刑事施設の一つである。
法令に違反し、裁判の判決で、刑罰に服することとなった者を収容する。

## 概要
男性の少年受刑者を収容し、処遇を行う。女性の少年受刑者は、女性の成人受刑者と同じ施設（女子刑務所）に収容されるため、女子少年刑務所は無い。
少年受刑者を成人受刑者から分離して拘禁し、悪風感染を防止するとともに、特別な教育的処遇を行うことを目的としている。刑事施設であるため、刑務所・拘置所と同様に刑務官、および法務教官が勤務する（少年院は法務教官のみ）。若年者は更生の可能性が比較的高いと考えられているので、成人受刑者に比べて更生させるための処遇を強化している。

## 少年の刑罰
- 少年に刑罰を科す場合、長期3年以上の有期の懲役または禁錮を以って処断すべきときは、相対的不定期刑を科すものとされる（少年法第52条1項）。
- また、犯罪を行ったときに18歳未満の者は、死刑が相当とされるときは無期刑に緩和される（同法第51条1項）。

## 実態
- 名称本来の意味は、処遇指標がJに該当する20歳未満の少年受刑者を収容するものであるが、処遇指標がYに該当する26歳未満の成人受刑者も受け入れており、実際の被収容者は成人受刑者が大部分を占める。施設によっては26歳以上の受刑者も多く収容されている。2018年には、佐賀少年刑務所内で80歳の受刑者が倒れて死亡した例があった[1]。
- 少年刑務所内では少年受刑者とそれ以外の受刑者は分離収容され、少年受刑者には特別な教育的処遇が行われているほか、成人受刑者にも一般改善指導、特別改善指導などの改善指導が行われている。

## 施設

### 一覧
全国に7施設ある。
- 函館少年刑務所（北海道函館市金堀町）
- 盛岡少年刑務所（岩手県盛岡市上田字松屋敷）
- 川越少年刑務所（埼玉県川越市南大塚）
- 市原青年矯正センター（千葉県市原市磯ヶ谷）：知的障害・発達障害がある受刑者を専門に収容する施設として2023年開庁。
- 松本少年刑務所（長野県松本市桐） ：施設内に公立中学校がある[2]。
- 姫路少年刑務所（兵庫県姫路市岩端町）
- 佐賀少年刑務所（佐賀県佐賀市新生町）

### かつて存在した施設
- 水戸少年刑務所（茨城県ひたちなか市） ： 分類級を変更し「水戸刑務所」に改称。
- 奈良少年刑務所（奈良県奈良市般若寺町）： 2017年（平成29年）3月 廃庁。同年4月より京都拘置所の下部機関として奈良拘置支所を同地に設置、未決拘禁者を移管。
- 帯広少年刑務所（北海道帯広市） ： 分類級を変更し「帯広刑務所」に改称。